# Museo Amparo
El Museo Amparo, ubicado en el centro histórico de la ciudad de Puebla, es una institución privada creada en memoria de Amparo Rugarcía de Espinosa Yglesias, esposa del banquero y filántropo mexicano Manuel Espinosa Yglesias, a través de la Fundación Amparo por iniciativa de su hija Ángeles Espinosa Yglesias Rugarcía.
Su finalidad es conservar, investigar, exhibir y divulgar el arte prehispánico, virreinal, moderno y contemporáneo de México. El 28 de febrero de 1991 el Museo Amparo abrió por primera vez sus puertas, desde entonces exhibe gran parte de su Colección de Arte Prehispánico, Arte Virreinal y siglo XIX y Arte Contemporáneo, ofreciendo a la par una amplia agenda de exposiciones temporales, nacionales e internacionales, sumando a éstas diversidad de actividades lúdicas, creativas, educativas y de investigación.

## Historia del edificio
El edificio del Museo Amparo ha sido testigo prácticamente de toda la historia de la ciudad de Puebla: apenas a siete años de la fundación de la ciudad (1531) el ayuntamiento cedió cuatro solares (calle 2 Sur número 700) para edificar el primer hospital de la ciudad, el cual llevaría el nombre de Hospital de San Juan de Letrán, más conocido como El Hospitalito. Cuentan los archivos que en su construcción colaboraron el primer virrey de la Nueva España Antonio de Mendoza y el rey Carlos I de España, además de todos los fieles de la ciudad.
Durante los siglos XVII y XVIII el edificio cambió su vocación, de la sanitaria a la educativa, puesto que a casi cien años de funcionamiento, el obispo Juan de Palafox y Mendoza decidió convertirlo en el colegio para niñas (1642). Después el obispo Manuel Fernández de Santa Cruz lo transformaría en dos colegios (1676), uno destinado a mujeres casadas y separadas y otro a niñas pobres. Enseguida el obispo Pedro Nogales Dávila los reconvirtió en colegio de vírgenes y en depósito de mujeres casadas (1718), instituciones que permitían vivir honorablemente a mujeres que por situación de viudez, divorcio, separación u orfandad se encontraban solas.
En el siglo XIX, con la promulgación de las Leyes de Reforma (1855-1860), las edificaciones cambiaron su uso, dejando de ser colegio y depósito, para transformarse en casa habitación. Desde 1871 fue la casa de don Vicente Espinosa Bandini, abuelo de don Manuel Espinosa Yglesias.
Finalmente, en la década de 1980, el conjunto de edificios que forman actualmente el Museo fueron parte de un proyecto de rescate y restauración bajo la responsabilidad del arquitecto Pedro Ramírez Vázquez, que finalizó con la inauguración del recinto en 1991; en el marco de su vigésimo aniversario, en 2011, se inició una cuidadosa transformación arquitectónica para convertirlo en un museo contemporáneo con amplios y funcionales espacios de exhibición y de servicios, bajo la tutela arquitectónica del despacho TEN Arquitectos, liderados por el arquitecto Enrique Norten.

## Colección
El Museo Amparo alberga una extensa colección de arte mexicano prehispánico, virreinal, moderno y contemporáneo. Es financiado por la Fundación Amparo, una organización filantrópica creada por Manuel Espinosa Yglesias en recuerdo de su esposa, Amparo Rugarcía de Espinosa Yglesias.
La Fundación Amparo tiene como propósito apoyar e impulsar proyectos relacionados con la educación, el desarrollo social, las artes y la conservación del patrimonio cultural mexicano. Ha tenido participación apoyando trabajos de investigación arqueológica del Templo Mayor en Ciudad de México, las obras de reconstrucción de edificios afectados por el sismo de 1999 en el estado de Puebla como son la catedral, el Templo de San Agustín y la catedral de la ciudad de Tehuacán; asimismo, la restauración de una parte significativa de los murales del exconvento franciscano de Izúcar de Matamoros y la restauración del Teatro Principal de la ciudad de Puebla.
La Colección Permanente del Museo Amparo contiene desde las manifestaciones culturales del pasado mexicano partiendo de lo prehispánico hasta llegar a sus expresiones más recientes y es testigo de imaginarios, sensibilidades, expresiones, estilos y lenguajes plásticos en México y a través de los siglos. La Colección está articulada a partir de tres ejes fundamentales: arte prehispánico, virreinal y contemporáneo.
El acervo del período prehispánico supera los 1,700 registros, y es por lo tanto la colección de arte en su tipo más importante albergada en un museo privado en México. En esta Colección podemos encontrar diferentes estilos artísticos tales como cerámica, escultura, objetos tallados, textiles, etcétera.  
La Colección de Arte Virreinal y siglo XIX comprende pinturas, mobiliario y ornamentos de la época virreinal ambientados en salas que recrean una casa de ese período. Abarca piezas diversas y significativas en distintos aspectos humanos que van desde el fervor religioso hasta un suntuoso armario francés del siglo XVIII. Esta Colección permite vislumbrar, como guiños a su historia, distintos momentos de la vida de las obras: el de la creación de las piezas, la manera en que fueron usadas y algunas de ellas veneradas, las funciones que adquirieron en nuevos entornos y su selección por la coleccionista.
La Colección de Arte Contemporáneo se ha conformado de manera sostenida desde los años ochenta y a lo largo de la última década, con un marcado énfasis en la producción actual en México, esta Colección cubre un período comprendido desde los años noventa hasta nuestros días, reuniendo el trabajo de diversos artistas que han forjado referentes para la práctica artística en el país.
Para presentar lo diverso del arte, sus expresiones pasadas y sus nuevas tendencias, el Museo Amparo ofrece una amplia gama de exposiciones temporales nacionales e internacionales, dando cabida a sugerentes propuestas curatoriales de investigadores del arte prehispánico, virreinal y contemporáneo, así como a proyectos artísticos de consolidados y nuevos creadores.

## Obras destacadas

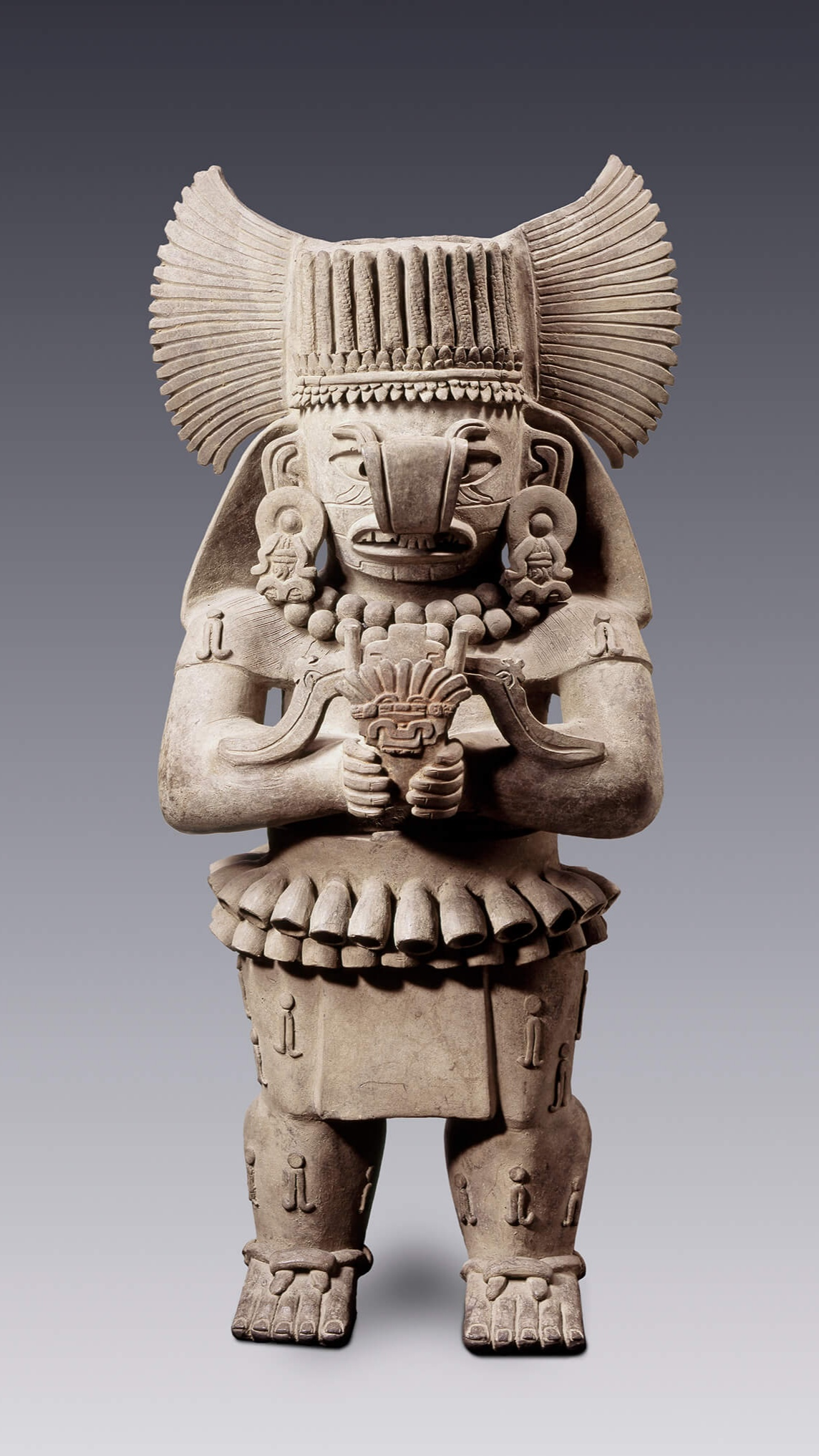
Escultura de barro de un dios zapoteco con elementos de lluvia, c. 300-600 D.C., Autoría desconocida
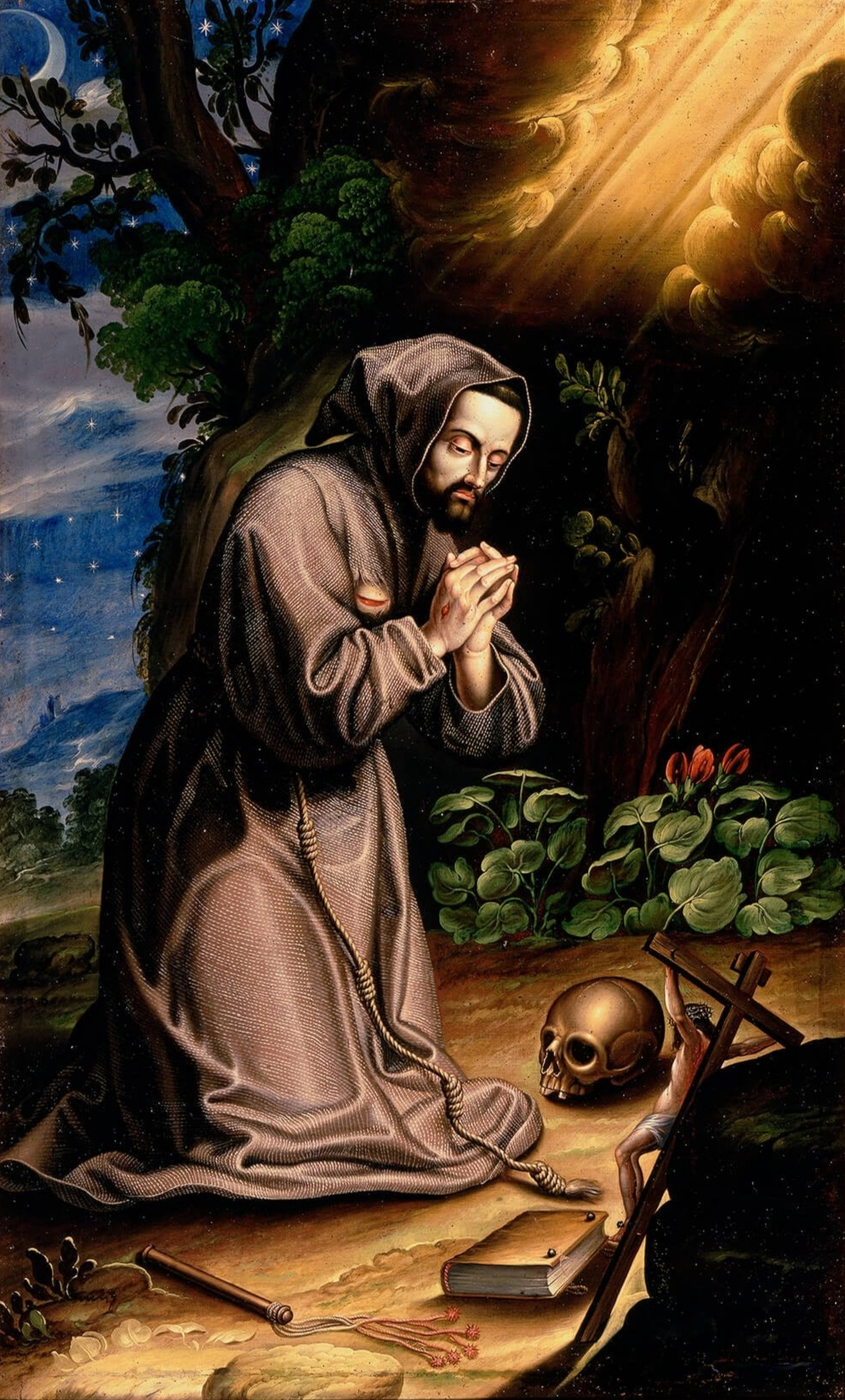
San Francisco de Asís meditando, c.1670, Diego Borgraf
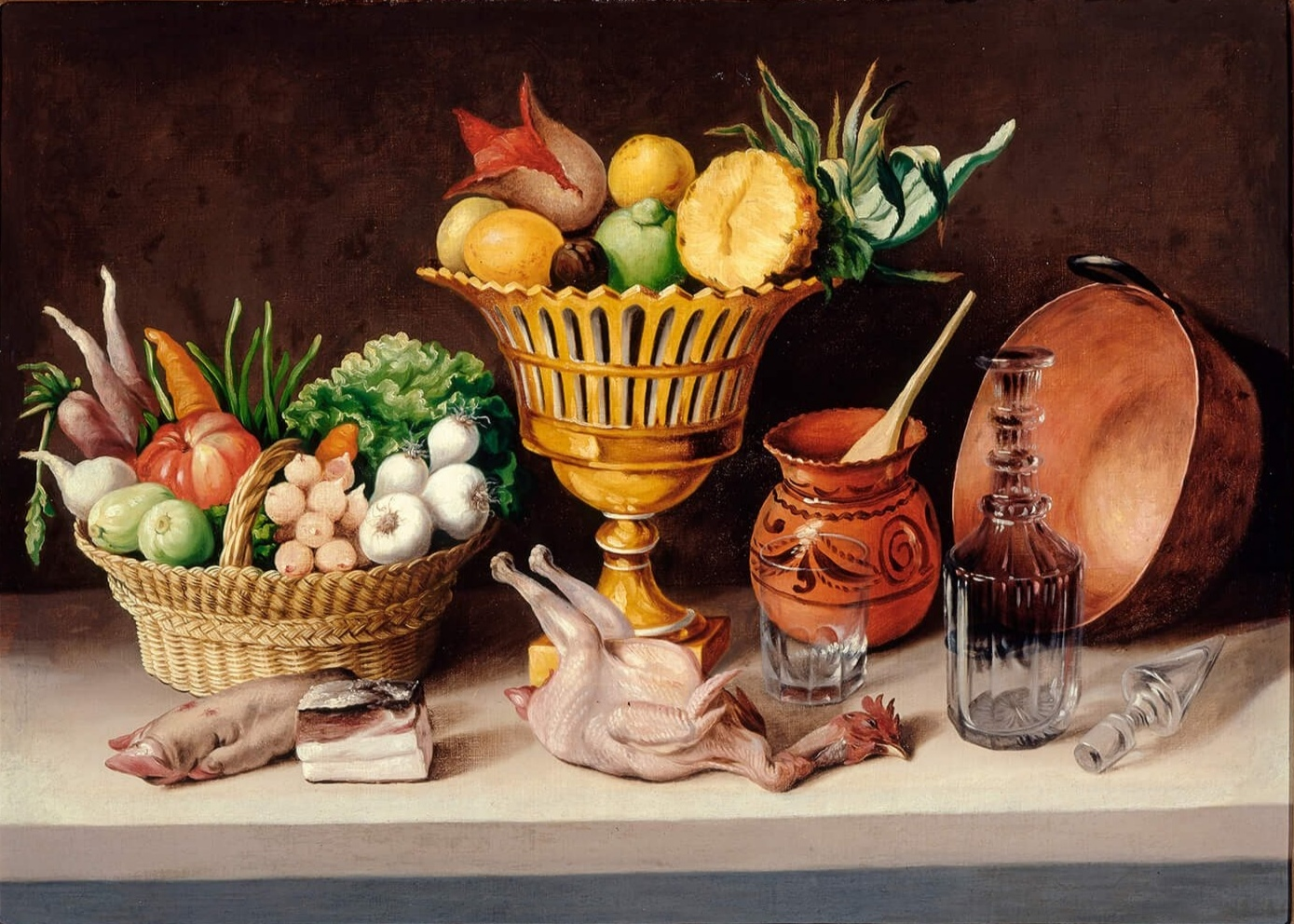
Alacena, 1840, Agustín Arrieta
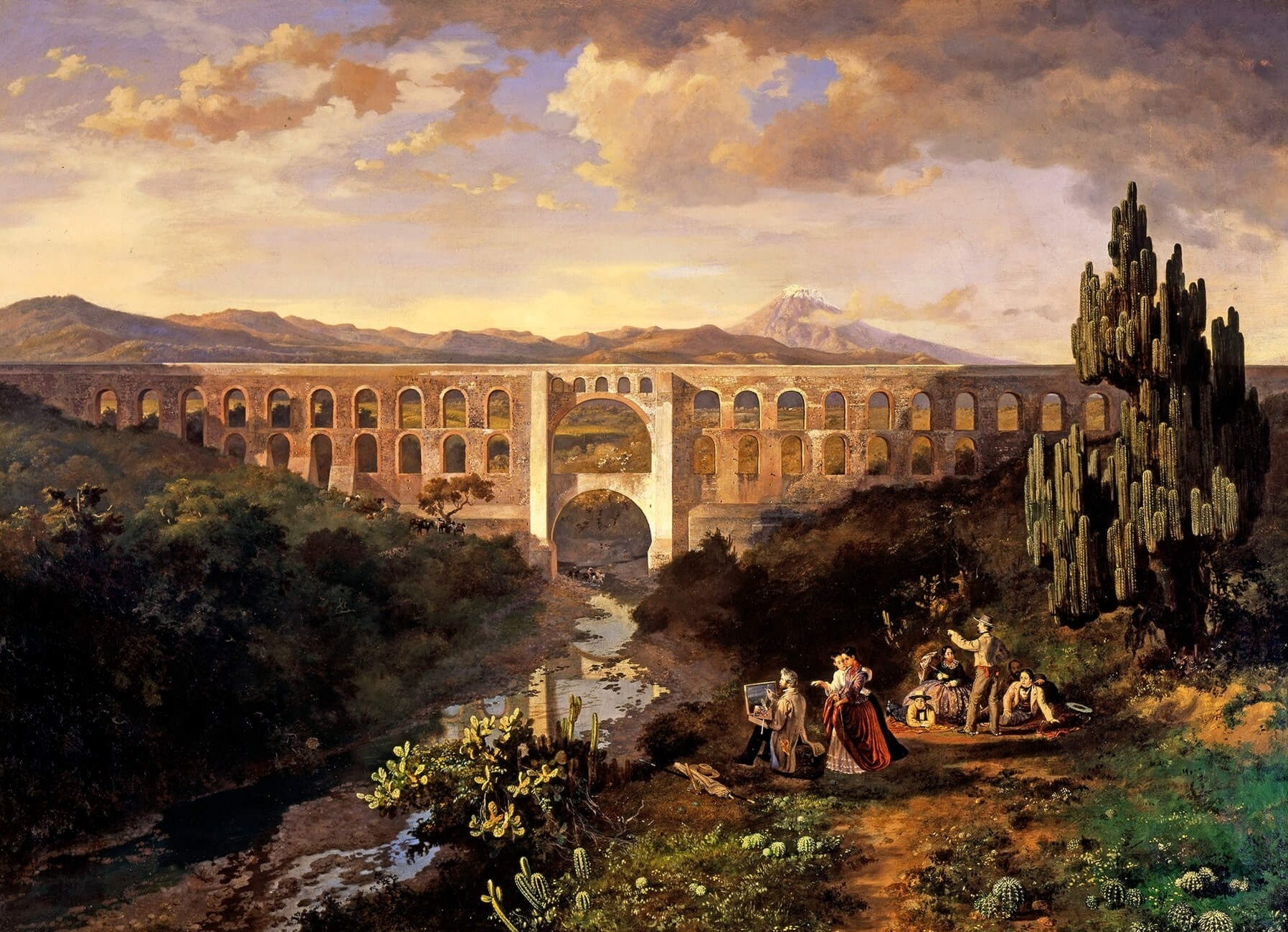
Hacienda de Matlala, 1857, Eugenio Landesio
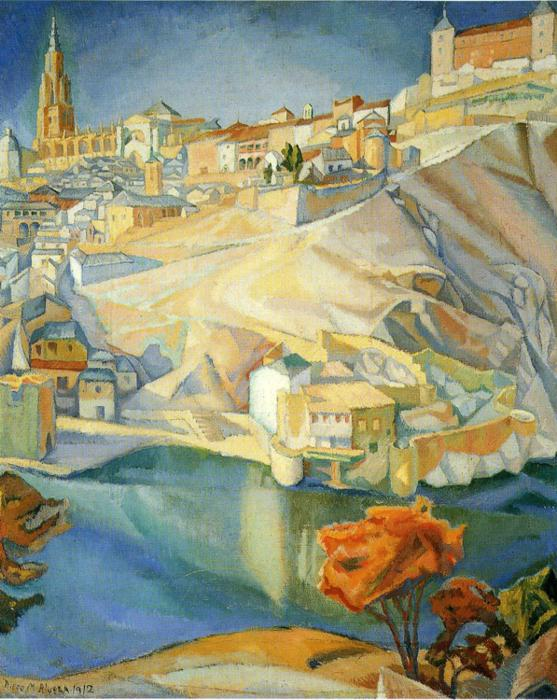
Vista de Toledo, 1912, Diego Rivera

## Exposiciones temporales
Durante su existencia, el Museo ha albergado importantes exposiciones como:
- Diego Rivera. Obra de caballete
- Frida Kahlo. Un fenómeno del siglo XX
- José de Ibarra. El lenguaje del afecto
- Manuel Felguérez. Selección de obra
- En torno a Chopin
- Juan Soriano. Muestra de pintura, escultura y dibujo
- La plástica veracruzana. 1970-1992
- Vicente Rojo. Retrospectiva
- José Márquez Figueroa. Las manos del artista
- Federico Cantú. Los látigos de tus líneas
- Artistas plásticos de la UDLA
- Carlos Luna. Mi madre, mi patria
- Del deseo y la memoria
- Arte virreinal del Perú
- Edmundo Valladares. Expresionismo latinoamericano
- Pintura sobre seda
- México pictórico y artesano
- Mauricio Cervantes. Zona liminal
- AB Origine. La regla y la medida de todas las cosas
- Gerardo Suter. Circulaciones
- Yolanda Gutiérrez. Atl: Agua
- Guillermo Kahlo. El Patrimonio Nacional
- Rodin en México
- Propuestas cardinales como preludio del siglo XXI
- La maternidad en el México prehispánico
- Julio Galán. Carne de gallina
- Ganadores Bienal de Monterrey. Colección FEMSA
- Acentos americanos: Cultura visual como historia
- Javier Marín. Retrospectiva
- Francisco Toledo. El conejo y el coyote
- Roberto Cortázar. Saturno en el mundo de los parricidas
- Jan Hendrix. Storyboard
- Betsabeé Romero. Lágrimas negras
- Yishai Jusidman. Pintura en obra
- Carlos Amorales. Vivir por fuera de la casa de uno
- Annette Messager. Retrospectiva
- Dr. Lakra
- Resisting the Present. México 2000-2012
- Magali Lara. Animaciones
- Melanie Smith. Irretratabilidad / Ilegibilidad / Inestabilidad
- Graciela Iturbide
- Ruta mística
- Abraham Cruzvillegas. Autoconstrucción
- Rastros y vestigios. Indagaciones sobre el presente
- Enrique Ramírez. El tiempo, el ánimo, el mundo
- Verónica Gerber Bicecci. Los hablantes
- Testimonios de fe: Colección de Exvotos del Museo Amparo
- Mat Jacob. Chiapas, insurrección zapatista en México, 1995-2013
- El fotógrafo Juan Rulfo
- Yoshua Okón. Colateral
- Perspectivas. Tatiana Bilbao Estudio
- Rodrigo Moya. México
- Africamericanos
- José Dávila. Pensar como una montaña
- Erick Meyenberg. Re Mayor No Es Azul
- Un arte sin tutela: Salón Independiente en México, 1968-1971
- El tiempo en las cosas. Salas de Arte Contemporáneo
- Santiago Arau. Territorios
- El orden de los factores. Sandra Gamarra Heshiki
- Polvo de Gallina Negra: Mal de ojo y otras recetas feministas
- Sarah Crowner. Serpentear: Lecturas entre lo antiguo y lo moderno
- Los huecos del agua